# Вэнь Шичжэнь
Вэнь Шичжэнь (кит. 闻世震; январь 1940, Хайчэн, Маньчжоу-Го — 27 июля 2021, Пекин) — китайский политический и государственный деятель, секретарь (глава) партийного комитета КПК провинции Ляонин с 1997 по 2004 гг.
Председатель Постоянного комитета Собрания народных представителей провинции Ляонин (2003—2005), губернатор Ляонина (1994—1998).
Член Центрального комитета Компартии Китая 15 и 16-го созывов.

## Биография
Родился в июле 1960 года в Хайчэне, Маньчжоу-Го.
В августе 1965 года окончил Даляньский политехнический институт (ныне Даляньский технологический университет). В декабре 1979 года вступил в Коммунистическую партию Китая.
После института в течение 17 лет трудился на заводе производства масляных клапанов техником, заведующим отделом модернизации, заместителем начальника конструкторского отдела, заместителем начальника технологического отдела, замдиректора и директором завода.
С 1982 года — заместитель начальника Даляньского управления машиностроительной промышленности администрации провинции Ляонин.
С 1983 года — заместитель председателя Комитета машиностроительной промышленности Ляонина.
С 1985 года — помощник губернатора провинции Ляонин, в 1992 году вошёл в Постоянный комитет парткома КПК провинции. В марте 1993 года на 1-й сессии Постоянного комитета Собрания народных представителей 8-го созыва назначен вице-губернатором Ляонина, с мая 1994 года — временно исполняющий обязанности губернатора провинции Ляонин, утверждён в должности губернатора в феврале 1995 года.
В августе 1997 года назначен на высшую региональную позицию секретаря парткома КПК провинции Ляонин. С января 2003 по февраль 2005 года возглавлял Постоянный комитет парткома КПК провинции по совместительству с должностью главы парткома.
В декабре 2004 года вышел в отставку с региональной политики. В феврале следующего года назначен заместителем председателя Комитета по финансам и экономике Всекитайского собрания народных представителей 10-го созыва. В марте 2005 года доизбран в состав Постоянного комитета ВСНП на 3-м пленуме ВСНП 10-го созыва. В марте 2008 года переутверждён на данном посту в 11-м созыве ВСНП.
Скончался 27 июля 2021 года в Пекине в возрасте 81 года, похоронен на Хуйлунганском революционном кладбище в Шэньяне (Ляонин).

## Награды
- Большой Серебряный Почётный знак «За заслуги перед Австрийской Республикой» (1998)[6].